# فلوریانو پیکسوتو ویرا نتو
فلوریانو پیکسوتو ویرا نتو (انگلیسی: Floriano Peixoto Vieira Neto؛ زادهٔ ۲۲ مهٔ ۱۹۵۴) سیاست‌مدار اهل برزیل است.